# Tomasz Adamek

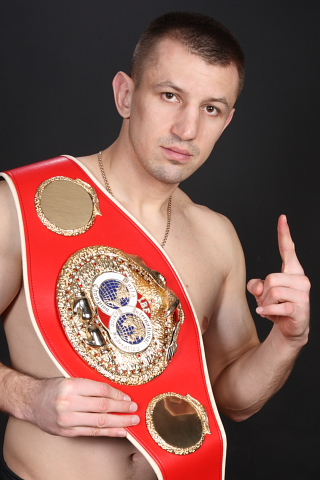
Tomasz Adamek s pásem šampiona IBF

Tomasz Adamek, přezdívaný Góral (*1. prosince 1976, Żywiec, Polsko) je polský profesionální boxer, bývalý světový šampión organizace WBC v polotěžké váze a organizací IBF, IBO a The Ring Magazine v křížové váze a také bývalý profesionální šampion IBF Severní Ameriky v těžké váze.
Trvale žije v Jersey City, New Jersey ve Spojených státech amerických.

## Parametry
- Výška postavy: 6′ 1½″ / 187 cm
- Rozpětí paží: 75″ / 191 cm
- Bilance - Amatér: 108 výher a 12 porážek
- Bilance - Profesionál: 49 výher z toho 29 KO a 3 porážky
- Trenér: Roger Bloodworth
- Manažer: Ziggy Rozalski

## Amatérská kariéra
- 1995 a 1996 byl mistrem Polska ve střední váze
- 1997 byl na 2. místě v Polském šampionátu v polotěžké váze
- 1997 se zúčastnil Amatérského mistrovství světa v Budapešti
- 1998 Získal bronzovou medaili na mistrovství Evropy v Běloruském Minsku v polotěžké váze.

Amatérskou kariéru ukončil se 112 vítězstvími a 8 porážkami.

## Profesionální kariéra
13. března 1999 uskutečnil svůj profesionální debut v polotěžké váze v Manchesteru. Již v prvním kole porazil Afričana Israela Khumala.
2.3.2001 získal svůj první titul v polotěžké váze. Jednalo se o méně významný Interkontinentální titul IBC. Získal ho vítězstvím na body 100:87 a 2× 100:96 nad Belgičanem Rudi Lipem, kterého poslal 4 na podlahu (1× ve 2. kole, 2× ve 4. kole a 1× v kole 7.)
18.10.2002 se stal po vítězství nad Američanem Laverne Clarkem Polským mezinárodním šampiónem
4. dubna 2003 získal Interkontinentální titul IBF, který získal knockoutem ve 2. kole nad Edem Daltonem.
21. Května  2005 získal světový titul WBC v polotěžké váze. Ve velice vyrovnaném boji porazil Američana Paula Briggse po 12 kolech na body rozhodnutím většiny (114:114, 115:113 a 117:113). Tento titul následně úspěšně dvakrát obhájil (Thomas Ulrich a v odvetě s Paulem Briggsem).
3. února 2007 si Adamek připsal první porážku mezi profesionály, když podlehl na body Chadu Dawsonovi na jednomyslné rozhodnutí(110:116, 109:107 a 108:118). Adamek byl sedmém kole poslán k zemi, teprve podruhé ve své kariéře. Přesto, že prohrával na body v 10.kole poslal Dawsona k zemi, který se ale zotavil a jednoznačně vyhrál po 12 kolech.
Po této porážce se přesunul do křížové váhy. Svůj debut vyhrál a již 11. prosince 2008 získal titul mistra světa organizace IBF v křížové váze, když porazil na body Steve Cunninghama 116:110, 115:112 a 112:114. Tento titul poté 2 obhájil a přesunul se do těžké váhy.
10. září 2011 se postavil proti  Vitalijmu Kličkovi, který v té době držel titul WBC. Adamek byl zastaven rozhodčím v 10. kole, po sérii úderů, které se nedokázal bránit a prohrál na technický knockout.
16.6.2012 získal opět titul, tentokrát IBF severní Amerky, který získal výhrou na body nad Eddie Chambersem 119:109 a 2× 116:112. Tento titul postupně uhájil před vyzyvateli Trawisem Walkerem, Stevem Cunninghamem a Dominickem Guinnem. Avšak při čtvrté obhajobě 15.3.2014 o tento titul přišel po překvapivé bodové prohře s Ukrajincem Vyacheslavem Glazkovem 110:117, 111:117 a 112:116 a připsal si tak 3. prohru v profesionálním ringu.
8. listopadu 2014 se utkal o polský titul v těžké váze, po deseti kolech prohrál na jednomyslné rozhodnutí proti Arturu Szpilkovi. Také se neúspěšně pokusil získat interkontinentální titul IBF v těžké váze, když prohrál s Éricem Molinou.

V listopadu 2017 v Čenstochové získal polský titul v těžké váze, který v dubnu 2018 obhájil. Poslední zápas kariéry měl v Chicagu a jeho soupeřem byl Jarrell Miller, který ho knockoutoval v druhém kole.
Profesionální kariéru ukončil s 53 vítězstvími a šesti porážkami.